# Ulrich Linse
Ulrich Linse (* 27. September 1939 in Neu-Ulm) ist ein deutscher Historiker.

## Leben
Linse besuchte das Schubart-Gymnasium in Ulm und legte 1959 sein Abitur ab. Er studierte Geschichte, Politische Wissenschaften und Anglistik an den Universitäten Tübingen, Bangor (Wales) und München. Seine Promotion erfolgte bei Karl Bosl. Er war Oberstudienrat am Münchenkolleg, seit 1992 bis zu seiner Emeritierung 2004 hatte er eine Professur für Neuere Geschichte und Zeitgeschichte an der FH München inne. Seine Forschungsschwerpunkte sind alternative soziale Bewegungen vom Zweiten Kaiserreich bis zur Bundesrepublik, insbesondere Anarchismus, Lebensreformbewegung, Jugendbewegung, Neureligionen und Umweltschutzbestrebungen.

## Veröffentlichungen (Auswahl)
Bücher
- Organisierter Anarchismus im deutschen Kaiserreich von 1871. Duncker & Humblot, Berlin 1969.
- Die Kommune der deutschen Jugendbewegung. Ein Versuch zur Überwindung des Klassenkampfes aus dem Geiste der bürgerlichen Utopie. Die „kommunistische Siedlung Blankenburg“ bei Donauwörth 1919/20. Beck, München 1973.
- Gustav Landauer und die Revolutionszeit 1918–19. Die politischen Reden, Schriften, Erlasse und Briefe Landauers aus der November-Revolution 1918–1919, herausgegeben, eingeleitet und mit einem ausführlichen biographischen und bibliographischen Anhang versehen von Ulrich Linse. Karin Kramer Verlag, Berlin 1974.
- Die anarchistische und anarcho-syndikalistische Jugendbewegung 1919–1933. Dipa-Verlag, Frankfurt am Main 1976.
- Ernst Friedrich zum 10. Todestag. Verlag Europäische Ideen, Berlin 1977.
- Die entschiedene Jugend. 1919–1921. Deutschlands erste revolutionäre Schüler- und Studentenbewegung. Dipa-Verlag, Frankfurt am Main 1981, ISBN 3-76380223-1.
- Zurück, o Mensch, zur Mutter Erde. Landkommunen in Deutschland 1890–1933. DTV, München 1983, ISBN 3-42302934-X.
- Barfüßige Propheten. Erlöser der Zwanziger Jahre. Wolf Jobst Siedler Verlag, Berlin 1983, ISBN 3-88680088-1.
- Ökopax und Anarchie. Eine Geschichte der ökologischen Bewegungen in Deutschland. DTV, 1986, ISBN 3-42310550-X.
- Geisterseher und Wunderwirker. Heilssuche im Industriezeitalter. Fischer Taschenbuch, Frankfurt am Main 1996, ISBN 3-59660164-9.
- Ulmer Arbeiterleben. Vom Kaiserreich zur frühen Bundesrepublik. Klemm und Oelschläger, Ulm 2005, ISBN 3-93257764-7.
- Die Insel Rhodos (Griechenland). Geologische Stratigraphie und politische Strategie. Zweihundertfünfzig Jahre Forschungsgeschichte (1761–2008). Verlag Documenta Naturae, Sonderband 52, München 2008.

Aufsätze
- „Geschlechtsnot der Jugend“. Über Jugendbewegung und Sexualität. In: Thomas Koebner, Rolf Peter Janz, Frank Trommler (Hrsgg.): „Mit uns zieht die neue Zeit“. Der Mythos Jugend. Frankfurt am Main 1985, S. 245–309.
- Sexualreform und Sexualberatung. In: Diethart Kerbs, Jürgen Reulecke (Hrsg.): Handbuch der deutschen Reformbewegungen 1880–1933. Wuppertal 1998, S. 211–226.
- „Fundamentalistischer“ Heimatschutz. Die „Naturphilosophie“ Reinhard Falters. In: Völkisch und national. Zur Aktualität alter Denkmuster im 21. Jahrhundert. Hrsg. von Uwe Puschner und G. Ulrich Großmann, Wissenschaftliche Buchgesellschaft, Darmstadt 2009. ISBN 978-3-534-20040-5. S. 156–178 (Wissenschaftliche Beibände zum Anzeiger des Germanischen Nationalmuseums, Band 29)
- Der Wandervogel. In: Etienne François, Hagen Schulze (Hrsg.): Deutsche Erinnerungsorte III, Verlag C. H. Beck, Beck’sche Reihe, München 2009, S. 531–548
- Mazdaznan – die Rassereligion vom arischen Friedensreich. In: Stefanie von Schnurbein und Justus H. Ulbricht (Hrsg.): Völkische Religion und Krisen der Moderne. Entwürfe „arteigener“ Glaubenssysteme seit der Jahrhundertwende. Würzburg 2001, S. 268–291.
- Der Spiritismus in Deutschland um 1900. In: Moritz Bassler, Hildegard Chatellier (Hrsg.): Mystique, mysticisme et modernité en Allemagne autour de 1900 / Mystik, Mystizismus und Moderne in Deutschland um 1900. Strasbourg 1998, S. 95–113.
- Der Film „Ewiger Wald“ – oder: Die Überwindung der Zeit durch den Raum. Eine filmische Umsetzung von Rosenbergs „Mythus des 20. Jahrhunderts“. In: Zeitschrift für Pädagogik, Beiheft Nr. 31, 1993, S. 57–75.
- Asien als Alternative? Die Alternativkulturen der Weimarer Zeit. In: Hans G. Kippenberg, Brigitte Luchesi: Religionswissenschaft und Kulturkritik. Marburg, 1991, S. 325–364.
- Die Schwarzen Scharen – eine antifaschistische Kampforganisation deutscher Anarchisten. In: Archiv für die Geschichte des Widerstandes und der Arbeit, Band 9, 1989.
- Die Entdeckung der technischen Denkmäler. Über die Anfänge der „Industriearchäologie“ in Deutschland. In: Technikgeschichte 53 (1986), Nr. 3, S. 201–222.
- Das wahre Zeugnis. Eine psychohistorische Deutung des Ersten Weltkriegs. In: Klaus Vondung (Hrsg.): Kriegserlebnis. Göttingen 1980, S. 19–114. (mit Auszügen aus der Autobiographie von Wilhelm Lamszus).
- „Saatsfrüchte sollen nicht vermahlen werden“. Zur Resymbolisierung des Soldatentodes. In: Klaus Vondung (Hrsg.): Kriegserlebnis. Göttingen 1980.

Festschrift
- Aufbrüche, Seitenpfade, Abwege. Suchbewegungen und Subkulturen im 20. Jahrhundert. Festschrift für Ulrich Linse. Hrsg. von Judith Baumgartner und Bernd Wedemeyer-Kolwe, Verlag Königshausen und Neumann, Würzburg 2004. ISBN 3-82602883X.